# 李道揆
李道揆（1919年1月19日—2007年10月19日），河南信阳人，中华人民共和国政治学者，中国社会科学院美国研究所研究员，中国社会科学院荣誉学部委员。

## 生平
年少时在湖北省第一中学读初中、高中。毕业后考入国立西南联合大学机电系，后转入历史系。1947年，前往美国明尼苏达大学读主修政治学，辅修历史。1950年，回国后被派往中华全国总工会。1979年进入中国社会科学院世界政治研究所工作。1981年，参与筹建美国所，后任美国所政治组召集人。1987年退休。曾任中华美国学会常务理事、《美国研究》季刊编辑委员、中国政治学会理事。2006年被评为中国社会科学院荣誉学部委员。2007年，被评为中国杰出社会科学家。2007年10月19日去世，享年88岁。

## 出版物
编撰了数十篇(本)学术论文和著作：
著作（包括合著）：《美国政府和美国政治 （页面存档备份，存于）》、《美国政府机构和人事制度 （页面存档备份，存于）》、《美利坚合众国宪法》、《中外宪法选编》等。
论文：《功成身退的乔治·华盛顿》、《从哈·华盛顿当选为芝加哥市长看黑人政治力量的上升》、《美国黑人运动的发展 （页面存档备份，存于）》、《“争取正义乐队的指挥”小马丁·路德·金牧师 （页面存档备份，存于）》、《试论美国宪法的限权政府原则 （页面存档备份，存于）》、《探析美国宪法修正案的注释 （页面存档备份，存于）》等。